# Església fortificada de Valea Viilor
L'església fortificada de Valea Viilor (romanès: Biserica fortificată din Valea Viilor; alemany: Kirchenburg von Wurmloch) és una església fortificada luterana a Valea Viilor (Wurmloch), comtat de Sibiu, a la regió de Transsilvània de Romania. Va ser construït per la comunitat ètnica alemanya saxona de Transsilvània en un moment en què la zona pertanyia al Regne d'Hongria.
Inicialment, catòlica romana, es va convertir en luterana després de la Reforma. Juntament amb el poble dels voltants, l'església forma part dels pobles amb esglésies fortificades a Transsilvània, Patrimoni de la Humanitat per la UNESCO.

## Descripció

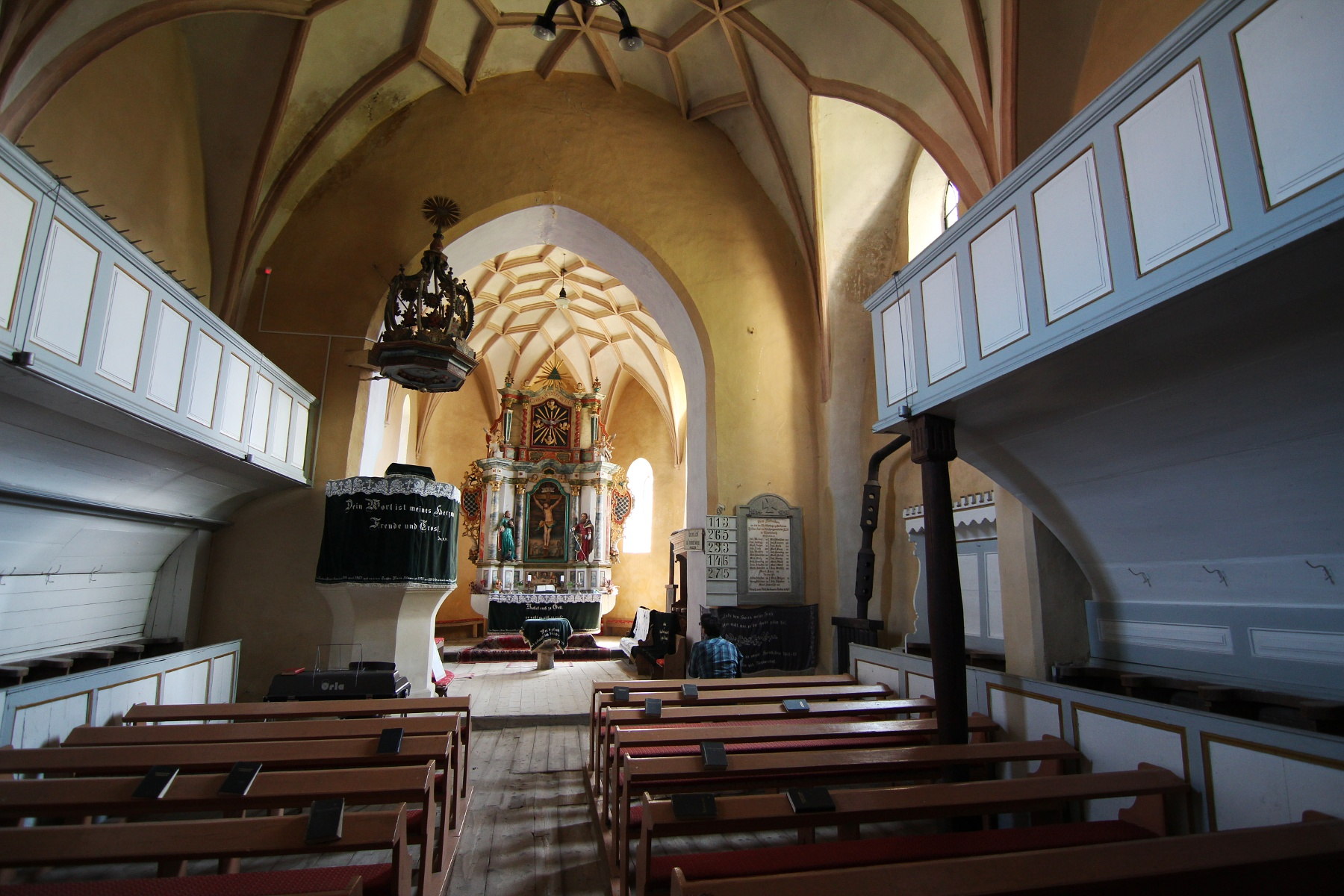
Interior de l'església

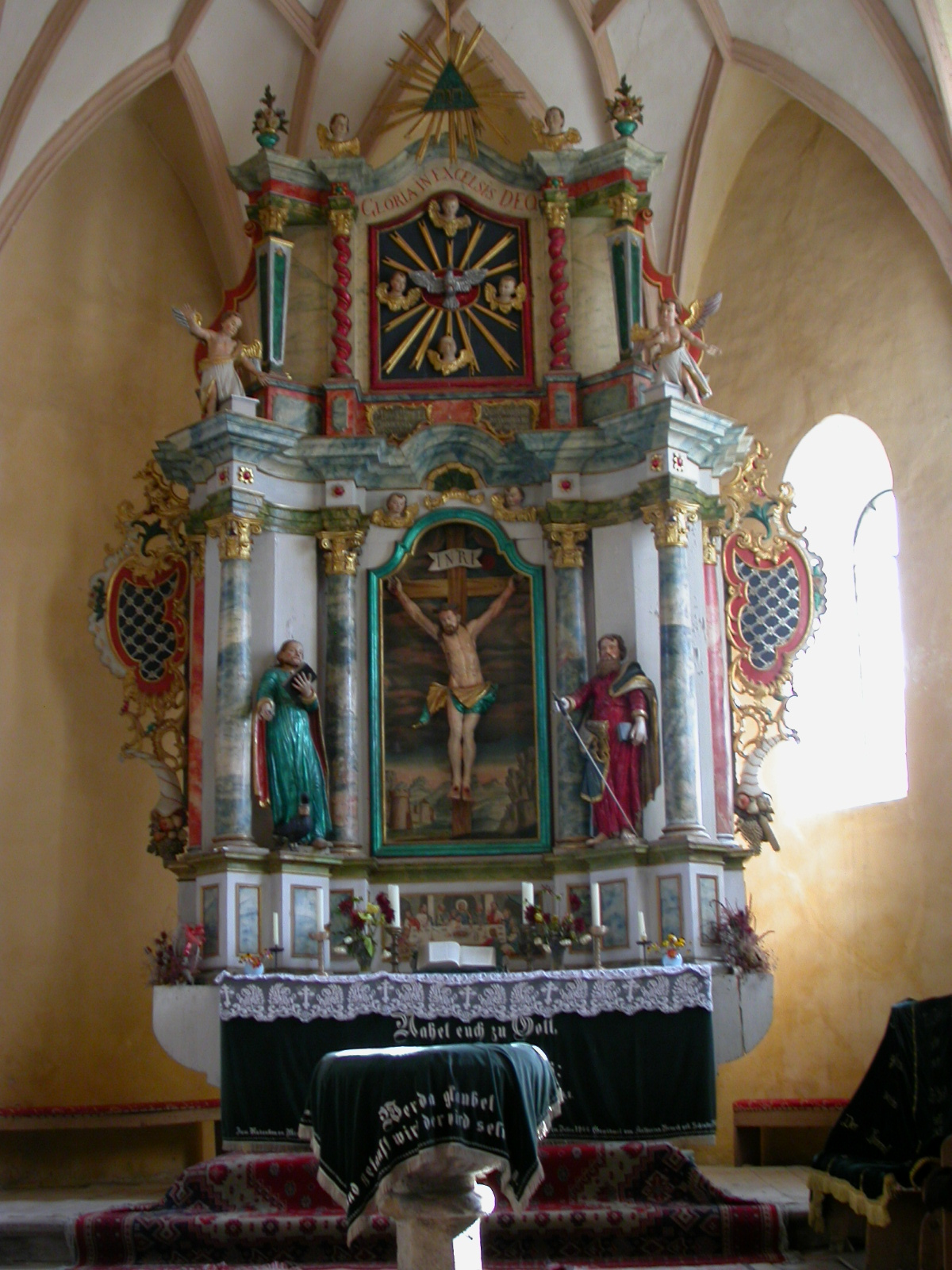
Altar

### Context de l'església
Hi ha proves que suggereixen que hi havia una església romànica anterior al poble, ja que antigament es podien veure restes sota el terra de la sagristia. Es creu que aquest edifici tenia 10 m de llargada, menys de la meitat de la longitud de l'església actual. Aquest últim, d'estil gòtic i dedicat a Sant Pere, va començar al segle XIV. La nau petita té un sostre de volta amb una complexa xarxa de nervis, que descansen sobre set parells de pals adossats als murs. El cor té un sostre del mateix tipus. Construït l'any 1528, el púlpit es va construir en un període de transició del gòtic al renaixement.
L'església va patir modificacions a principis del segle XVI: s'hi va afegir un nivell defensiu amb parapets a la nau, mentre que es van construir torres al costat de les entrades nord i sud. Al costat de cadascuna d'elles hi havia una petita torre rodona amb una escala de cargol que arribava al nivell fortificat. Una tercera torre, prop del contrafort de l'extrem sud-oest de la nau, permetia l'accés al campanar d'espadanya, dotat per si mateix de nombrosos i variats mecanismes de defensa. El cor va ser reconstruït com una torre de defensa de maó de tres pisos amb murs d'1,5 m de gruix. Un quart nivell, que sobresurt lleugerament al damunt d'una fila de mènsules i que és sostingut per arcs construïts entre els contraforts, té un parapet de fusta. La pintura de l'altar va ser executada l'any 1779 per un artista de Sighișoara.

### Fortificacions i reconeixement
Una única fortificació ovalada, construïda cap al 1500 i equipada amb un merlet recolzat sobre arcs de maó, envolta l'església. L'accés es fa a través d'un passatge d'arc sota la torre de la porta del costat oest. Aquest es podia tancar amb un rastell que tenia una reixa de fusta reforçada amb ferro. Sobreviuen tres baluards, cadascun enfrontat a un dels punts cardinals. Les parets arriben als 6–7 m d'alçada; tenen tants parapets com espitlleres sostingudes per mènsules.

El 1999, Valea Viilor, juntament amb cinc llocs més, es va afegir al Biertan ja catalogat per formar els pobles amb esglésies fortificades a Transsilvània, Patrimoni de la Humanitat per la UNESCO. A més, l'església està catalogada com a monument històric pel Ministeri de Cultura i Afers Religiosos de Romania, amb la muralla i els baluards que figuren com a entrada independent. 

Església fortificada de Valea Viilor
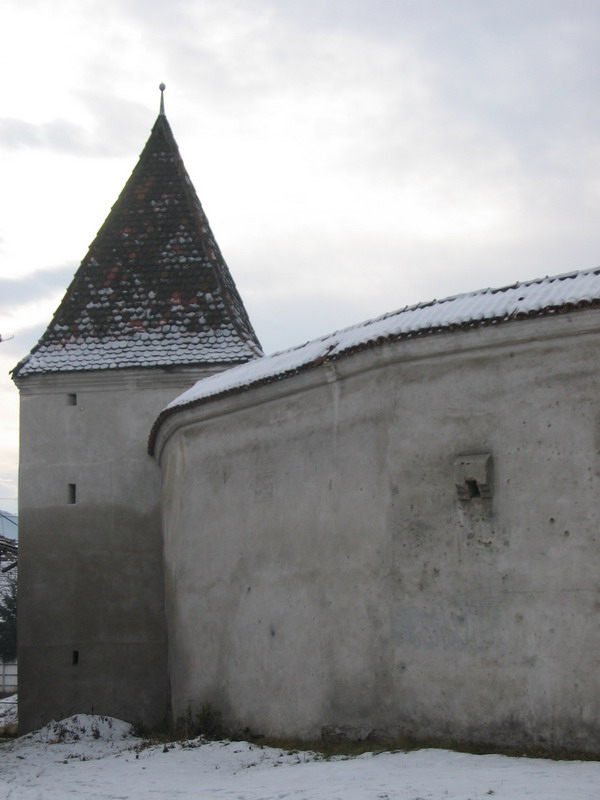
Muralla i baluard
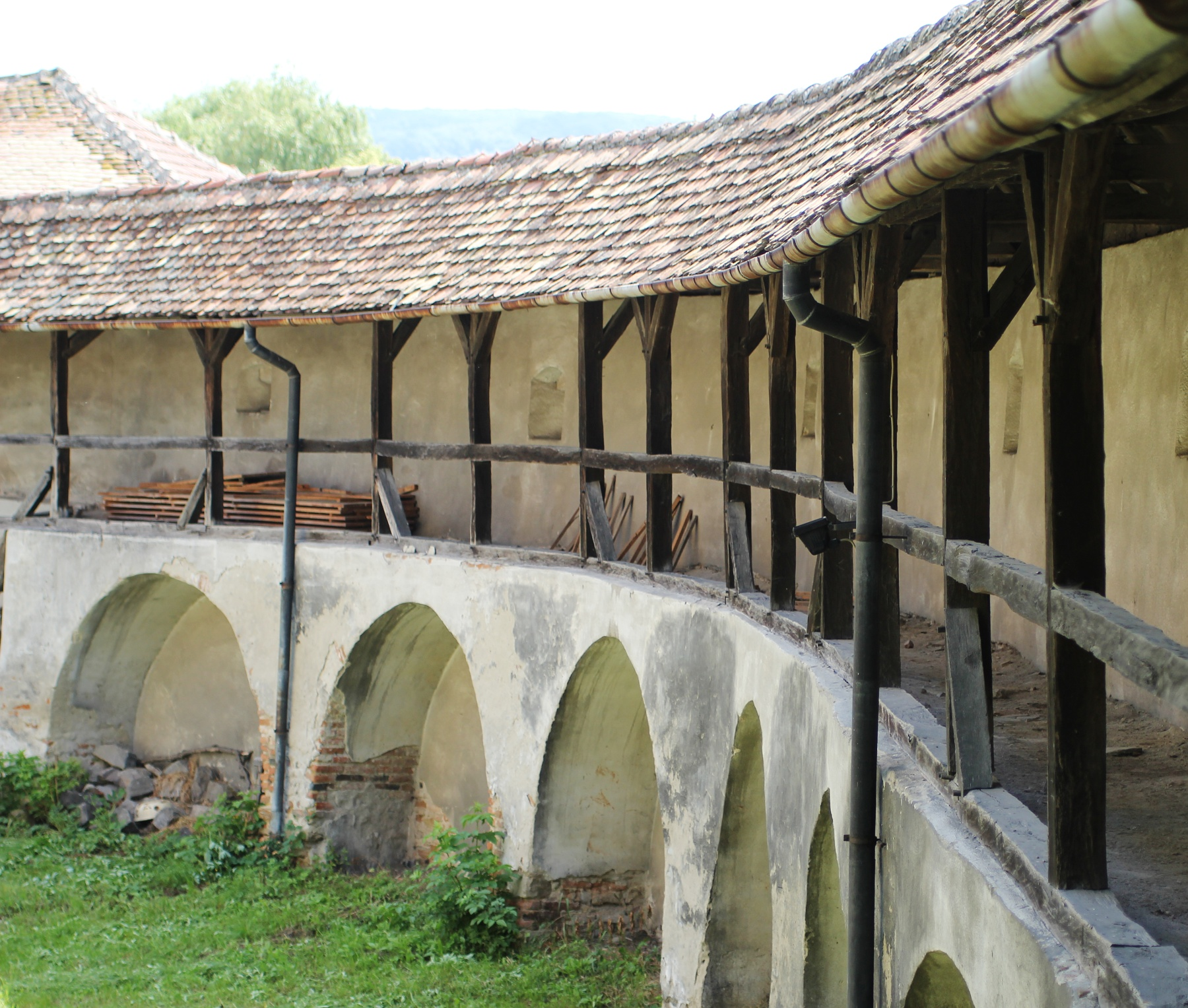
Interior de paret
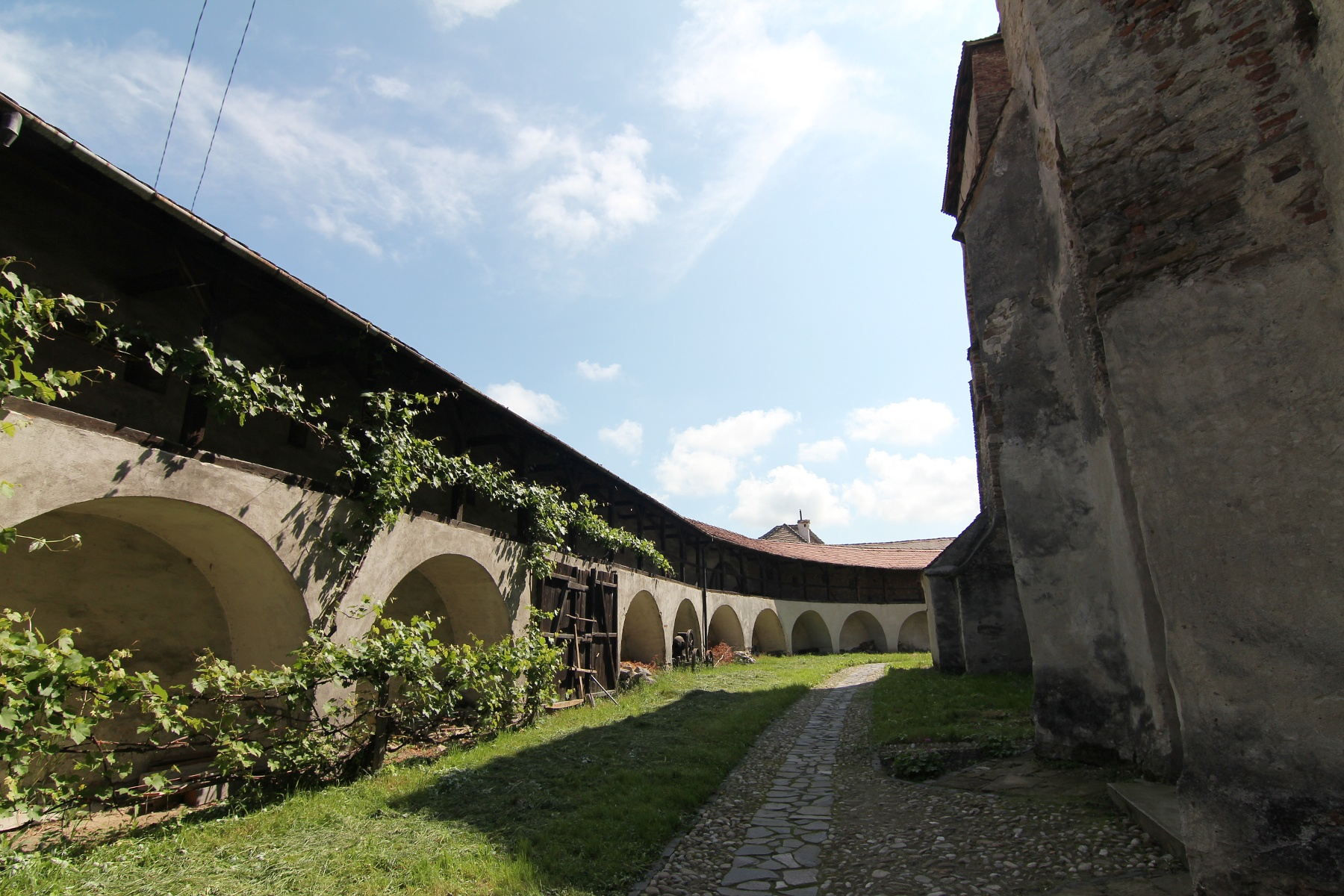
Pati
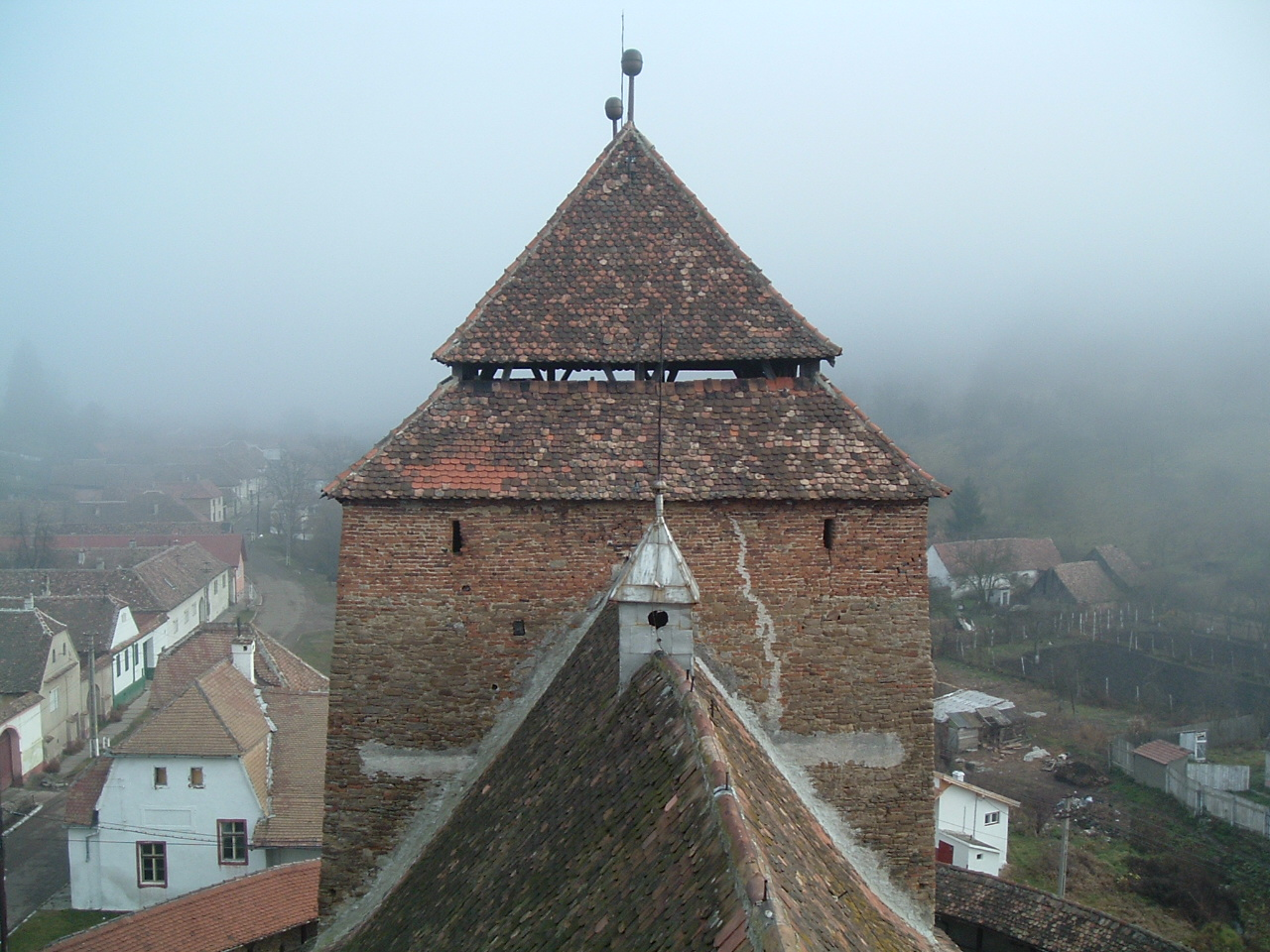
Torre de la nau
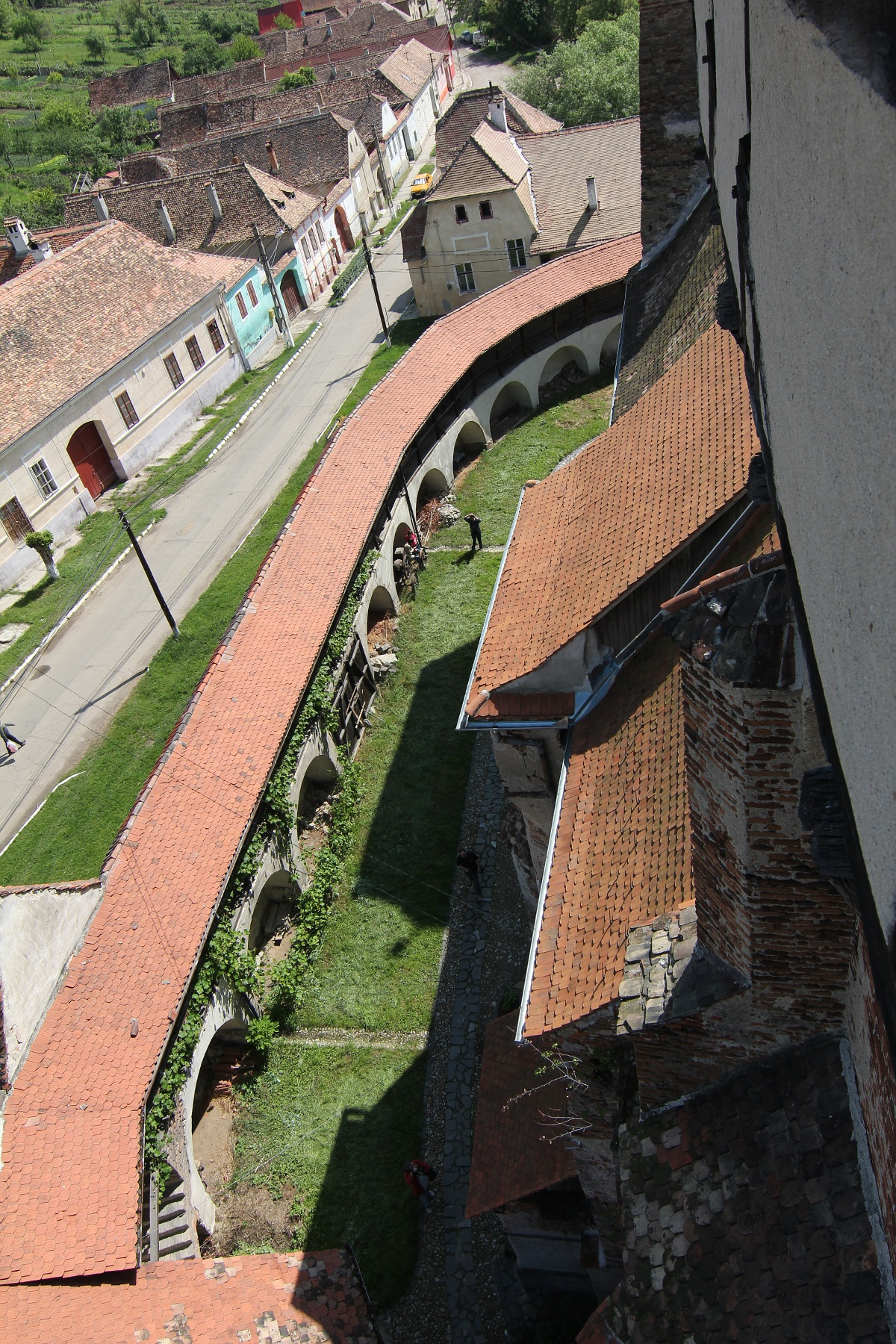
Mur des de dalt
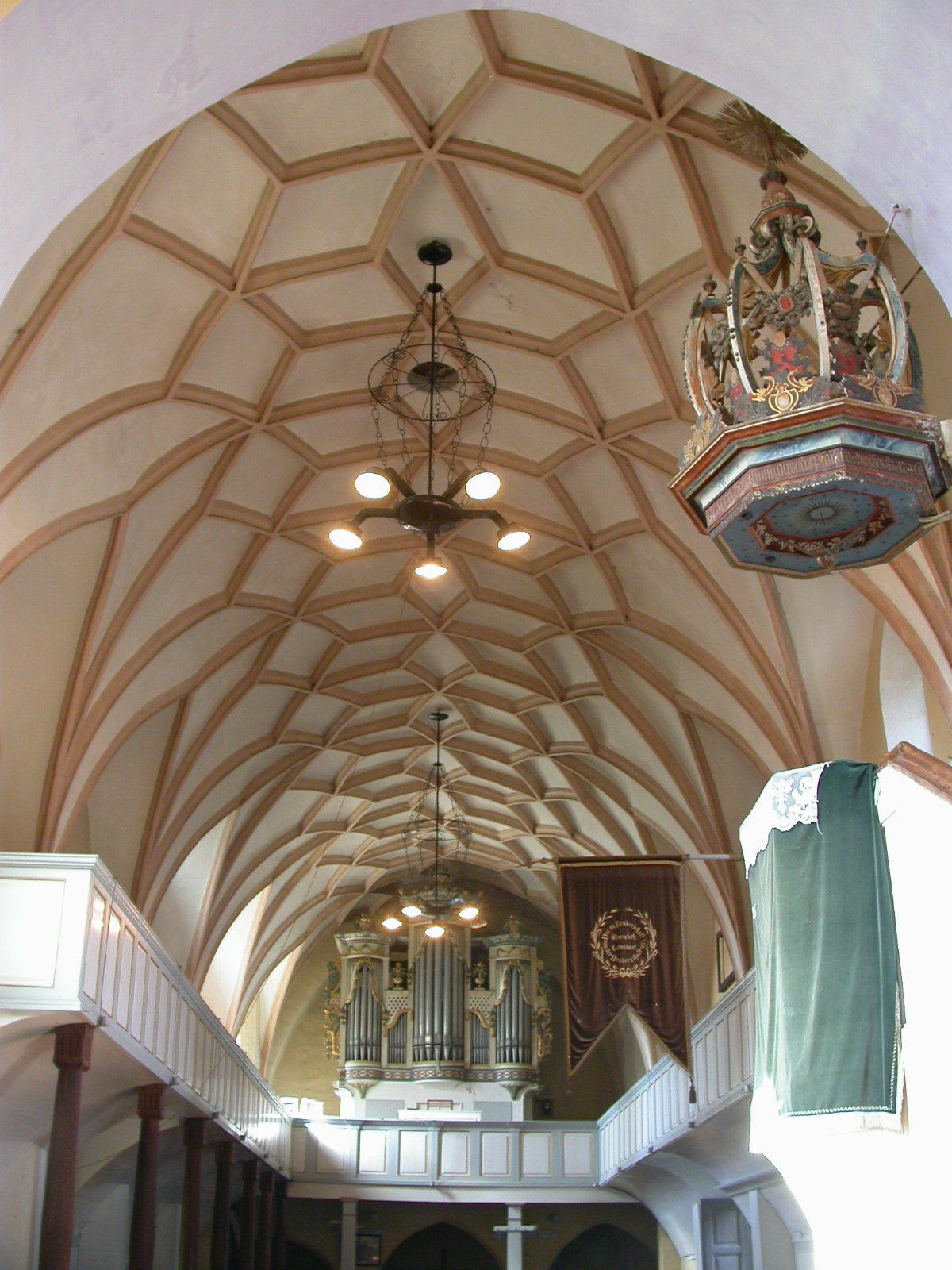
Sostre
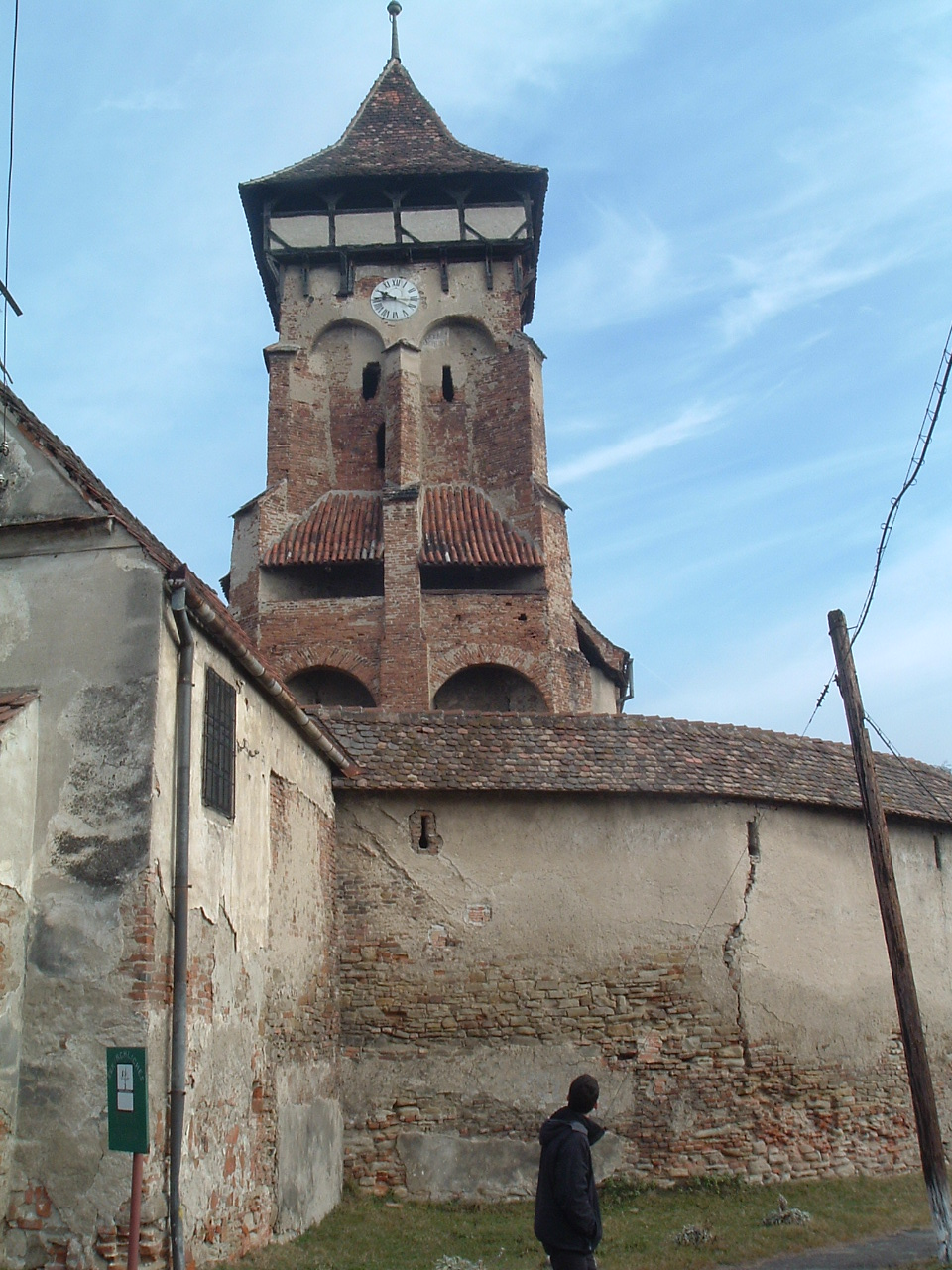
Torre del cor
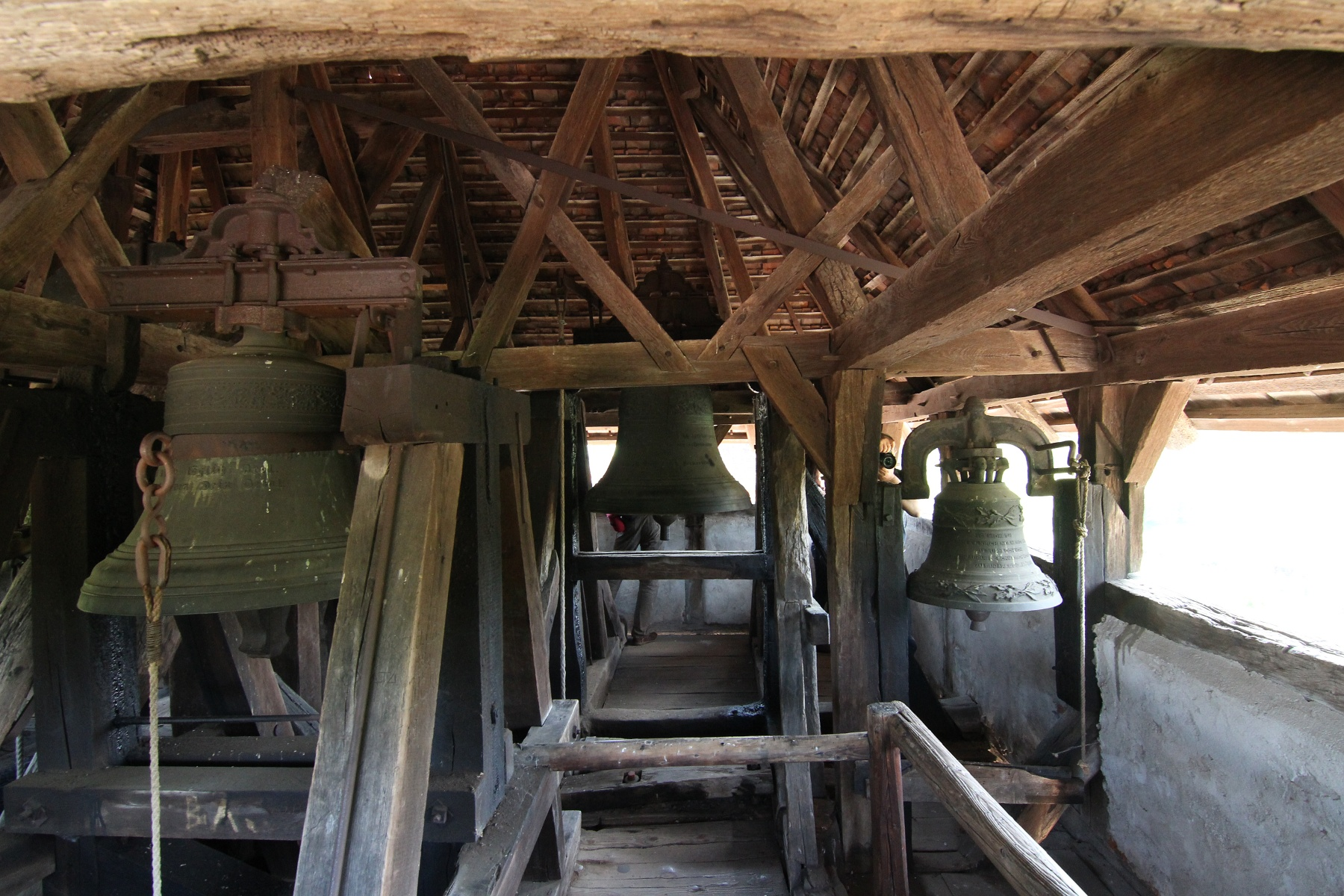
Campanar d'espadanya
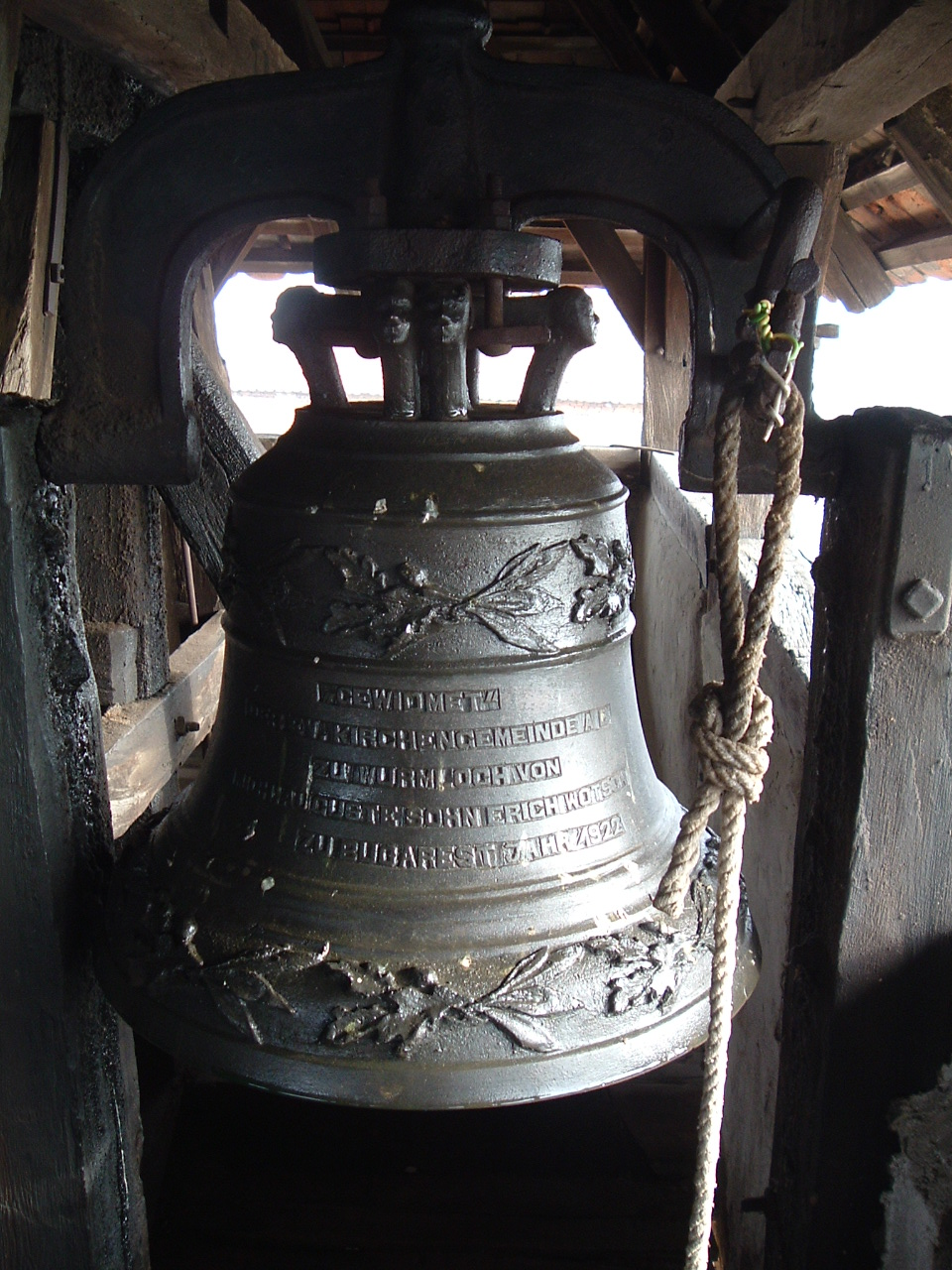
La campana
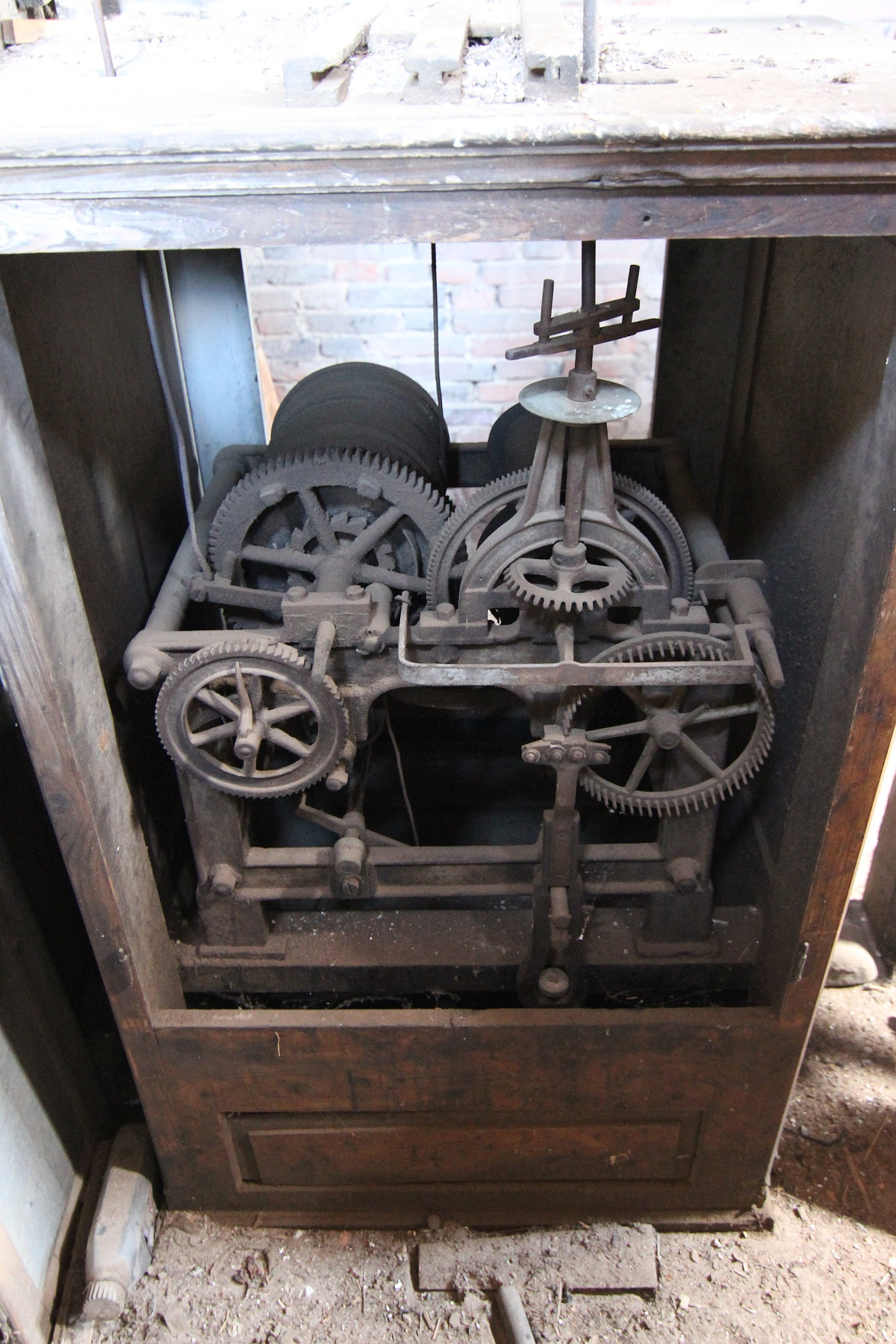
El mecanisme del rellotge